# 1964年東京オリンピックのイラン選手団
1964年東京オリンピックのイラン選手団（1964ねんとうきょうオリンピックのイランせんしゅだん）は、1964年10月10日から10月24日にかけて日本の首都東京で開催された1964年東京オリンピックのイラン選手団、およびその競技結果。

## 概要
今大会は銅メダル2個を獲得した。

## メダル
| メダル | 選手名 | 競技       | 種目                           |
| ------ | ------ | ---------- | ------------------------------ |
| 銅     | [[]]   | レスリング | 男子フリースタイルフライ級     |
| 銅     | [[]]   | レスリング | 男子フリースタイルウェルター級 |